# Улица Остапа Вересая (Чернигов)
Улица Остапа Вересая (до 2023 года — улица Краснодонцев) (укр. Вулиця Остапа Вересая) — улица в Новозаводском районе города Чернигова, исторически сложившаяся местность (район) Землянки. Пролегает от улицы Олегово поле до проезда возле военной части № Т0500 (8-й учебный корпус ГССТ).
Нет примыкающих улиц.

## История
Улица была проложена в конце 19 века на территории Землянок. 
После Великой Отечественной войны получила название улица Краснодонцев — в честь участников подпольной комсомольской организации «Молодая гвардия», действовавшей в городе Краснодоне во время Великой Отечественной войны. 
С целью проведения политики очищения городского пространства от топонимов, которые возвеличивают, увековечивают, пропагандируют или символизируют Российскую Федерацию и Республику Беларусь, 21 февраля 2023 года улица получила современное название — в честь представителя украинской кобзарской эпической традиции Остапа Никитича Вересая, согласно Решению Черниговского городского совета № 29/VIII-7 «Про переименование улиц в городе Чернигове» («Про перейменування вулиць у місті Чернігові»).

## Застройка
Улица пролегает в северо-восточном направлении параллельно улице Ивана Мазепы. Парная и непарная стороны улицы заняты усадебной застройкой. 
Учреждения: нет